# Eduard von Feuchtersleben

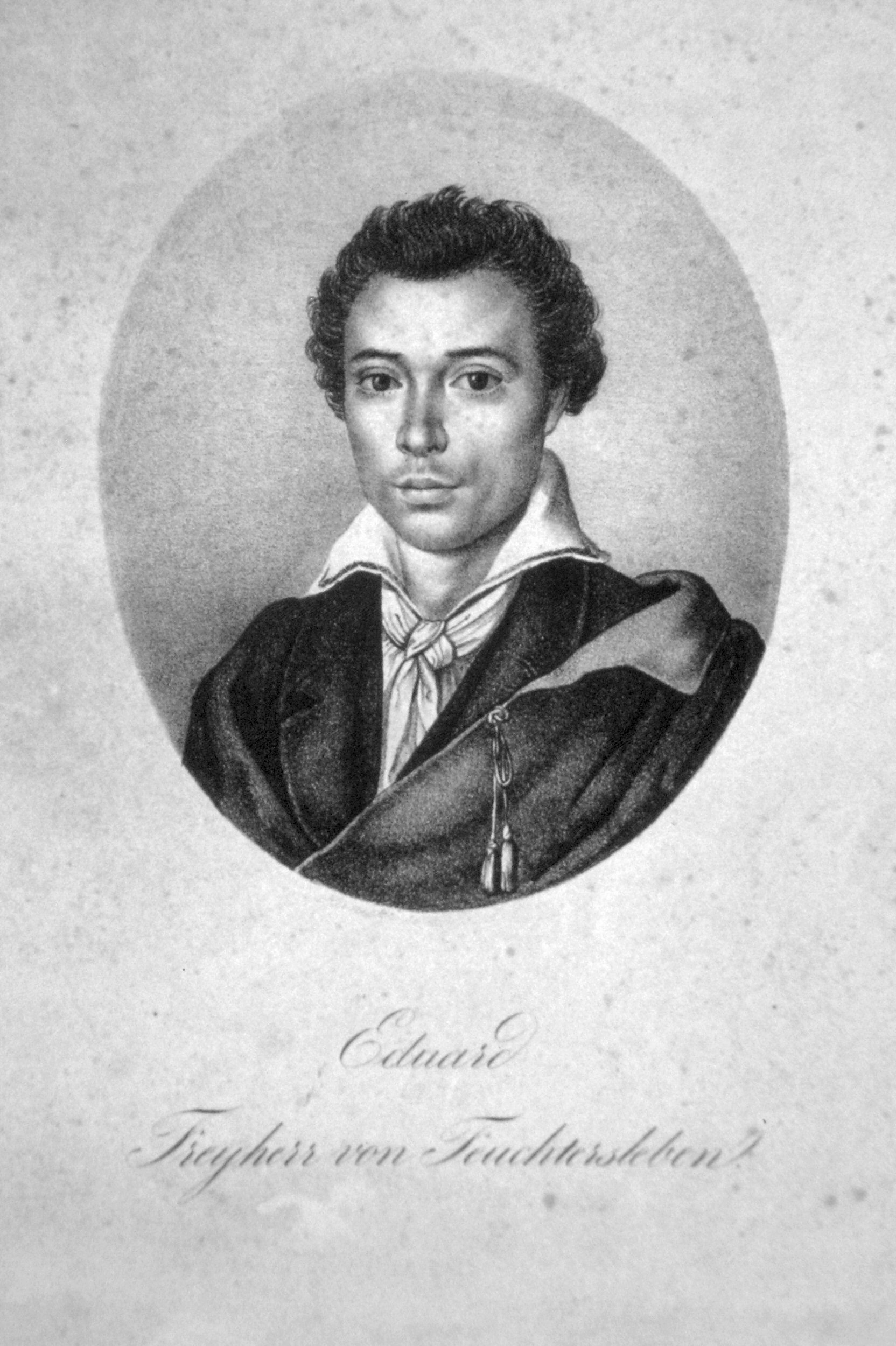
Eduard Freiherr von Feuchtersleben, Lithographie von Adolph Friedrich Kunike

Eduard von Feuchtersleben (* 30. Juli 1798 in Krakau; † 13. April 1857 in Aussee) war ein österreichischer Bergingenieur und Literat.

## Leben

### Kindheit
Eduard von Feuchtersleben war der Enkel des „Wiener Afrikaners“ Angelo Soliman (um 1721–1796) und kam 1798 in Krakau zur Welt. Seine Eltern waren das Ehepaar Josephine (geb. Soliman, 1772–1801) und Ernst von Feuchtersleben (1765–1834), ein Ingenieur aus dem deutschen Hildburghausen im österreichischen Staatsdienst. Nach dem frühen Tod der Mutter kehrte der Vater nach Wien zurück. Dort heiratete Ernst von Feuchtersleben ein zweites Mal, und 1806 kam der Halbbruder Ernst jun. zur Welt (gest. 1849), der seine Mutter ebenfalls nach kurzer Zeit verlor. Fortan kümmerte sich eine Haushälterin um die beiden Knaben.

### Studium
Eduard von Feuchtersleben besuchte in Wien die Höhere Schule, studierte hier und in Schemnitz und wurde Bergingenieur. Seit 1832 war er in Aussee als Sudhüttenmeister (leitender Beamter) in der traditionellen Salzgewinnung angestellt.

### Freundeskreis
Eduard von Feuchtersleben hatte einen illustren Bekannten- und Freundeskreis vor allem aus der Schriftsteller- und Theaterwelt. Zu seinen Freunden gehörten die Dramatiker Franz Grillparzer (1791–1872), Eduard von Bauernfeld (1802–90) und Nikolaus Lenau (1802–50). Johann Ludwig Deinhardstein (1794–1859) scheint der wichtigste Freund gewesen zu sein. Dieser war nicht nur ein erfolgreicher Dramatiker, sondern von 1832 bis 1841 auch Vizedirektor des Wiener Burgtheaters.
Von Feuchtersleben war nicht verheiratet und hatte auch keine Kinder.

## Wirken

### Werke
Spätestens seit 1817 schrieb Eduard von Feuchtersleben kleine Theaterstücke für das Laientheater, Essays und Gedichte, die seit 1822 auch gedruckt wurden. Reizvoll sind die poetischen Momentaufnahmen von Landschaften und Menschen, die er bei seinen Inspektionsreisen kennenlernte. Die afrikanische Herkunft seines Großvaters Angelo Soliman thematisiert er übrigens nie.

### Einfluss auf seinen Bruder
Eduard von Feuchtersleben war kein bedeutender Literat, doch durch seine umfassende Bildung und Begeisterung für die Poesie im romantischen Geist regte er seinen Halbbruder Ernst von Feuchtersleben an, sich ebenfalls mit der Dichtung zu beschäftigen. Er studierte in Wien Medizin, Literatur, Philosophie und Kunstgeschichte und wurde dort Arzt, einflussreicher Kritiker, Lyriker und Essayist. Unter seinen zahlreichen medizinischen Schriften gilt der 1838 erschienene Titel „Zur Diätetik der Seele“ als das Hauptwerk. Durch dies wurde er zum Begründer der Medizinischen Psychologie.
Eduard und Ernst von Feuchtersleben waren ein Leben lang durch die innigste Zuneigung verbunden, und Ernst widmete dem älteren Halbbruder einige seiner Texte. Er setzte sich auch für eine Gesamtausgabe der Werke von Eduard ein, doch dieses Vorhaben blieb nur ein Plan.

## Werke (Auswahl)
- Die Fremden. Lustspiel in 1 Akte, in: Aurora. Taschenbuch 1825, Wien 1825, S. 147–182
- Der Kleine Liebesbothe. Ein Spiel in Alexandrinern u. 1 Aufz., in: Aurora. Taschenbuch 1825, Wien 1825
- Die Tante. Ein Lustspiel in 1 Acte. Leitmeritz, Medau 1837.